# Chiaramonti
Chiaramonti – miejscowość i gmina we Włoszech, w regionie Sardynia, w prowincji Sassari. Graniczy z Ardara, Erula, Martis, Nulvi, Ozieri, Perfugas i Ploaghe.
Według danych na dzień 01.01.2021 gminę zamieszkiwało 1529 osób, 15,51 os./km².